# Giuseppe Thaon di Revel di Sant'Andrea
Giuseppe Thaon di Revel di Sant'Andrea, italijanski general, * 8. oktober 1756, Nica, † 20. julij 1820, Torino.
Med 3. avgustom in 23. decembrom 1814 je bil (prvi) poveljujoči general Korpusa karabinjerjev.